# Jürgen Unruhe
Jürgen Unruhe (* 28. Januar 1970 in Höxter) ist ein Landespolitiker (SPD) in Nordrhein-Westfalen.

## Leben
Jürgen Unruhe schloss dort mit der Mittleren Reife ab. Von 1986 bis 1989 wurde er bei der Deutschen Bundespost ausgebildet. 1990 bis 1991 besuchte er die Fachoberschule für Wirtschaft in Detmold und erreichte die Fachhochschulreife. Seit 1989 war er als Zusteller bei der Deutschen Post AG beschäftigt.

## Politik
Unruhe ist Mitglied der SPD seit 1994. Seit 2002 ist er Vorsitzender des SPD-Ortsvereins Ottenhausen und Mitglied im Vorstand des SPD-Kreisverbandes Höxter. Weiterhin ist er Mitglied der Gewerkschaft ver.di. Er wurde 1995 erstmals in den Rat der Stadt Steinheim gewählt. Dort ist er seit 2004 stellv. Vorsitzender. Seit der Wahl 2005 war Jürgen Unruhe Abgeordneter des Landtags Nordrhein-Westfalen. Er zog über die Landesliste der SPD ins Parlament ein; seinen Wahlkreis konnte er gegen Hubertus Fehring (CDU) nicht gewinnen. Bei der Landtagswahl 2010 unterlag er erneut deutlich gegen Fehring und verpasste auch über die Landesliste den Einzug in den Landtag.
Unruhe war Mitglied des Petitionsausschusses und des Ausschusses für Umwelt, Naturschutz, Landwirtschaft und Verbraucherschutz. Außerdem gehörte er zu den Schriftführern des Landtags. 